# ヘインリー・スタティア
ヘインリー・スタティア（Hainley Statia, 1986年1月19日 - ）は、オランダ領アンティルのキュラソー島ウィレムスタッド出身の元プロ野球選手（内野手）。右投両打。

## 経歴

### プロ入りとエンゼルス傘下時代
アメリカ合衆国フロリダ州のトリニティ・クリスチャン・アカデミーを経て、2004年のMLBドラフト9巡目（全体263位）でアナハイム・エンゼルスから指名され契約を結んだ。
2006年3月に第1回ワールド・ベースボール・クラシック（WBC）のオランダ代表に選出された。この当時はわずか20歳での選出となった。
2009年開幕前の3月に第2回WBCのオランダ代表に選出され、2大会連続2度目の選出となった。
2010年はAAA級ソルトレイク・ビーズまで昇格したが、オフの11月6日にFAとなった。

### ブルワーズ傘下時代
2011年5月3日にミルウォーキー・ブルワーズとマイナー契約を結んだ。
2013年開幕前の3月に開催された第3回WBCのオランダ代表に選出され、3大会連続3度目の選出となった。
2014年9月2日に第1回フランス国際野球大会のオランダ代表に選出された。同大会でオランダ代表は初代優勝国となった。大会終了後の12日に今度は第33回ヨーロッパ野球選手権大会のオランダ代表に選出された。同大会ではオランダ代表が大会の記録である自国の20回の優勝を塗り替える3大会振り21度目の優勝を果たした。
2015年オフの10月12日に第1回WBSCプレミア12のオランダ代表候補選手36名に選出され、10月20日に第1回WBSCプレミア12のオランダ代表選手28名に選出された。またブルワーズ傘下にはこの年まで在籍したが、メジャーデビューは叶わずオフに退団した。
2016年1月18日にキューバ代表との強化試合のオランダ代表に選出されたが、同試合は雨天中止となった。

### 現役引退後
2017年より、ブルワーズ傘下A級ウィスコンシン・ティンバーラトラーズの打撃コーチに就任した。
2019年からは、エンゼルス傘下マイナー巡回の内野守備インストラクターに転じた。また2021年からは野球キュラソー代表の監督を兼務している。
2024年からは、エンゼルス傘下ルーキー級アリゾナ・コンプレックスリーグ・エンゼルスの監督を務める。

## 選手としての特徴
身体能力が高い遊撃手で、シュアなバッティングに好守、深い位置からでも刺せる強肩を兼ね備えている。

## 詳細情報

### 代表歴
- 2006 ワールド・ベースボール・クラシック・オランダ代表
- 2009 ワールド・ベースボール・クラシック・オランダ代表
- 2013 ワールド・ベースボール・クラシック・オランダ代表
- 2014年フランス国際野球大会オランダ代表
- 2014年ヨーロッパ野球選手権大会オランダ代表
- 2015 WBSCプレミア12 オランダ代表